# اچ‌ام‌اس درینگ (۱۸۹۳)
اچ‌ام‌اس درینگ (۱۸۹۳) (به انگلیسی: HMS Daring (1893)) یک کشتی بود که طول آن ۱۸۵ فوت (۵۶ متر) بود. این کشتی در سال ۱۸۹۳ ساخته شد.